# Долгорукова, Мария Владимировна
Царица Мари́я Влади́мировна, урождённая княжна  Долгору́кова (1608 — 6 (16) января 1625, Москва) — первая жена царя Михаила Фёдоровича и первая русская царица из династии Романовых.

## Биография
Михаил Фёдорович на 11-м году своего царствования, оправившись от неудачной любви к своей первой невесте Марии Хлоповой, наконец согласился жениться на Марии Долгорукой. Невеста на сей раз была выбрана матерью Михаила — инокиней Марфой. Как цитирует Иван Забелин: «аще и не хотя, но матере не преслушав, поять вторую царицу Марью», — царь волей-неволей покорился матери.
Воля матери была важным фактором — именно из-за протестов инокини Марфы в 1616 году сорвался брак царя с Марией Хлоповой, которая уже была наречена царской невестой; девушка и её семья были сосланы на Урал. Позже отец царя, патриарх Филарет (вернувшийся из плена в 1619 году), решил сосватать Михаилу литовскую принцессу, но Михаил отказался. Тогда отец предложил посвататься к Доротее-Августе, племяннице датского короля Христиана. Летопись сообщает об отказе короля, мотивированном тем, что его брат, принц Иоанн, приезжал сватать царевну Ксению и, по слухам, был уморен отравою. В начале 1623 года было отправлено посольство к шведскому королю сватать его родственницу, княжну Екатерину. Но она не захотела исполнить непременного русского условия — креститься в православную веру. Тогда Михаил опять вспомнил про Хлопову — в 1623 году, спустя 7 лет после расстроенной свадьбы, в место её ссылки прибыли дознаватели, которые нашли её вполне здоровой — в отличие от предыдущих обвинений. Они уже готовились доставить девушку в Москву. Но мать царя все-таки настояла на своем, и Михаил Фёдорович понял, что на Хлоповой он никогда не женится.

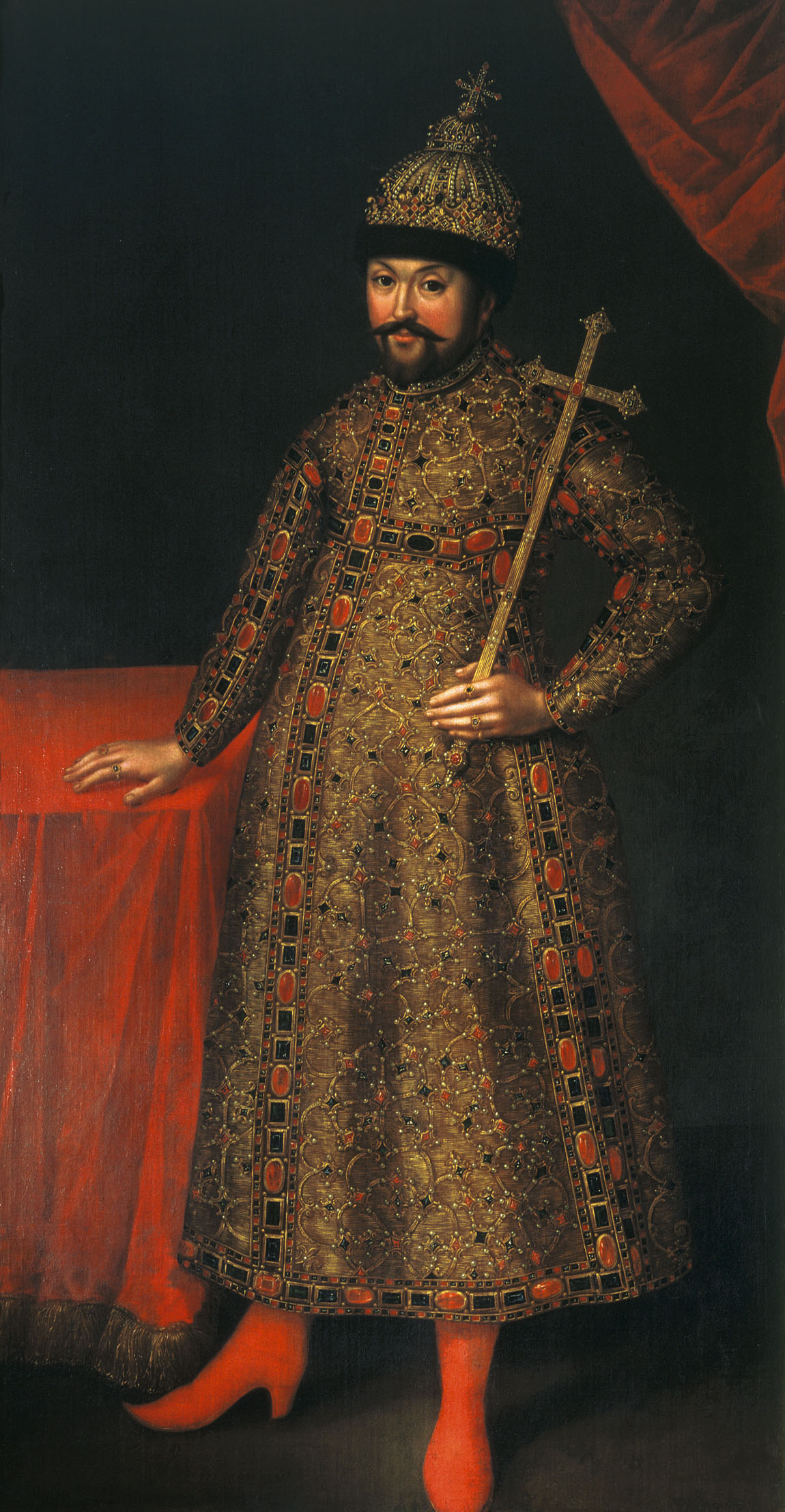
Михаил Фёдорович

Новая невеста, выбранная матерью, происходила из рода Долгоруковых, дочь князя Владимира Тимофеевича Долгорукова от 1-го либо 3-го брака. На одной её сестре в 1623 году женился брат покойного царя Василия Шуйского — Иван Пуговка, на другой — двоюродный брат патриарха Филарета Юрий Андреевич Сицкий.

### Свадьба
12 июля 1623 года, в день ангела царя — Долгорукова наречена царской невестой. Это избрание, судя по всему, совершилось втайне, без какого-либо торжества, поскольку дворцовые разрядные книги, упоминая об именинном столе в Золотой палате и приводя дословно речь, которую говорил дьяк патриарху от имени царя, не упоминают Марию. Отец её не назван в списке приглашенных бояр. В речи 8 сентября (за шесть дней до свадьбы) во время пира у государя в речи, говоренной от имени царя, также не упоминается невеста. Возможно, «во избежание тех козней, коих сделалась жертвой первая невеста царя, была введена, вероятно, во дворец лишь за недолгое время до венца, как была позже Евдокия Лукьяновна, всего за три дня».
Забелин пишет, что для царицы были поставлены новые палаты. В Вознесенском монастыре началась кройка бархатов и атласов для «государевой радости» (всего пошло 280 аршин самых ярких цветов), из казны было выделено много тканей и серебра на наряды и подарки, а также обновление комнат.
Свадьба была отпразднована 19 сентября 1624 года. Сохранился подробный разряд свадьбы, с перечислением гостей и т. п.:

Сообщение «Нового летописца» о бывшем законном сочетании браком государя царя и великого князя Михаила Фёдоровича всея Русии
В лето 7133 (1624) году государь царь и великий князь Михаил Фёдорович всея Русии, поговорив с отцом своим, с великим государем святейшим патриархом Филаретом Никитичем московским и всея Русии и со своей матерью, с великой государыней старицей инокой Марфой Ивановной, захотел сочетаться законным браком, и взял за себя государь [дочь] боярина князя Владимира Тимофеевича Долгорукого, царицу Марию Владимировну. А радость его государева была сентября в 18-й день, а тысяцкий был у государя боярин князь Иван Борисович Черкасский; а дружки с государевой стороны были бояре: князь Дмитрий Мамстрюкович Черкасский да князь Дмитрий Михайлович Пожарский с княгинями, а с царицыной стороны были дружки боярин Михаил Борисович Шеин да князь Роман Петрович Пожарский с женами. В первый же день была радость великая.

Дары со свадьбы были посланы, в частности, инокине Дарье (сосланной жене Ивана Грозного Анне Колтовской), о чём сохранилось благодарственное письмо её царю.

### Болезнь и смерть
Брачные торжества продолжались на следующий день, однако молодая царица занемогла и оставалась у себя в палатах — праздник продолжался без неё: «и бысть скорбь ея велия зело».

«Во второй же день царица Мария Владимировна обретеся испорчена. Грех ради наших от начала враг наш диавол, не хотя добра роду христианскому, научи враг человека своим дьявольским наущениям и ухищрениям, испортиша царицу Марью Владимировну, и бысть государыня больна, и бысть скорбь ея велия зело» (Дворцовый разряд).

В октябре имя больной царицы нигде не упоминается, в начале ноября царь награждает её родича Василия Долгорукова, в тот же день царице отправлены некоторые ткани. Судя по упоминаниям её в речах и подаркам, она не считалась безнадежно больной.
Однако через пять месяцев после свадьбы царица умерла.
«Новый летописец» сообщает:

И была государыня больна от свадьбы и до Крещения Господня. В том же году, в самое Крещение, предала свою праведную душу Богу, и погребена была в Вознесенском монастыре с благочестивыми царицами.

В донесении шведского дипломата отмечается, что Мария Владимировна «заболела смертельно перед моим отъездом из Москвы за две недели до Рождества».
Ходили слухи, что о здоровье Марии «позаботились» те, кто хотел воспрепятствовать усилению Романовых около престола. Летопись же называла смерть Марии Владимировны божьей карой за оскорбление ни в чём не повинной Хлоповой. Многие также считали, что царица была отравлена противниками Долгоруковых. После смерти дочери боярин Долгоруков потерял прежнее положение при царском дворе, а 19 ноября 1626 года был отправлен из Москвы на воеводство в Вологду, где находился до 1629 года. После возвращения в Москву князь, огорченный смертью дочери-царицы, заперся в своем доме, долго оставался в полном уединении, покинул все дела и постепенно впал в тихое помешательство, а в 1633 год скончался «в полном уединении».

### Похороны
7 (17) января отпущено на представление покойной было аршин 6 вершков камки куфтерю белого — этой тафтой, вероятно, покрыли лицо и тело усопшей. 8 (18) января были похороны, гроб был обит малиновым английским сукном. Похоронами распоряжались князь Богдан Долгоруков, её двоюродный брат, и крестовый дьяк Василий Семёнов.
Мария Владимировна была похоронена в усыпальнице русских цариц — соборе Вознесенского девичьего монастыря за левым столпом подле западных дверей на левой стороне у стены. В 1929 году останки всех цариц были перенесены в подвальную палату Архангельского собора.
Надпись на крышке её саркофага гласит:

В лето 7133 генваря в 6 день на праздник богоявления господа нашего и Спаса нашего Исуса Христа во 9 часу нощи ко 7 числу преставися благовернаго великаго государя царя и великого князя Михаила Фёдоровича всея Руси самодержца благоверная и благородная царица и великая княгиня Мария Владимировна а погребена генваря в 8 день на память преподобнаго отца нашего Георгия Хозовита и преподобныя Домники.